# Figma (軟體)
Figma是一個矢量图形编辑器和原型設計工具，主要基於網頁进行工作，通过macOS或Windows的桌面應用程式可啟用離線编辑功能。適用於Android和iOS的配套程式稱為Figma Mirror，可以在行動裝置上查看Figma原型。Figma的功能集著重於用戶界面设计及用戶體驗設計，並強調即時協作。

## 歷史
迪倫·菲爾德（Dylan Field）和埃文·華萊士（Evan Wallace）於 2012 年開始著手開發 Figma。這種基於Web的設計工具是菲爾德和華萊士在2011年就讀於布朗大學期間所構思的。2012年，華萊士從布朗大學畢業，而菲爾德則退學接受了泰爾獎學金（Thiel Fellowship），該獎學金提供了10萬美元用於尋求創業想法。隨後，兩人移居到舊金山，全職投入Figma的工作。
Figma從2015年12月3日開始提供採用邀請模式的免費預覽程式，於2016年9月27日首次公開。
在2019年10月22日，Figma推出了Figma社群，允許設計師發布其作品供他人查看和修改。
2020年4月30日，D轮融资，Figma公司获得 Andreessen Horowitz 领投，Index Ventures、Greylock、Sequoia Capital、Kleiner Perkins等跟投的5000万美元资金。估值超过20亿美金。截至2020年4月，Figma的估值超過20億美元。 
2022年3月，Figma因美國制裁名單而凍結中國大陸無人機公司大疆創新的账号。
2022年9月15日，美國軟體公司Adobe宣布以约200亿美元收购Figma。
2023年12月18日，由於英國和歐盟監管機構的反壟斷調查，Adobe與Figma宣布放棄收購合併。

## 競品
- Sketch (軟體)
- Adobe XD
- Axure RP（英语：Axure RP）
- Pixso（上線於2021年，由万兴科技内部孵化而来）[14]